# José Traquina
José Augusto Traquina Maria (Évora de Alcobaça, Alcobaça, 21 de janeiro de 1954) é um bispo católico português, atualmente bispo de Santarém, em Portugal.

## Formação
Após o serviço militar, ingressou no Seminário de São Paulo de Almada (à data, pertencente ao Patriarcado de Lisboa) bem como na Faculdade de Teologia da Universidade Católica Portuguesa onde obteve a Licenciatura em Teologia (1985).

## Presbiterado
Foi ordenado presbítero do Patriarcado de Lisboa em 30 de junho de 1985 por D. António Ribeiro. Foi membro da equipa de formação do Seminário Maior de Almada (1984-1992), Assistente religioso dos escuteiros de Alcobaça e da grupo da região oeste do Corpo Nacional de Escutas, pároco do Bombarral e de Vale Côvo (1992-2007), cónego da Patriarcal de Lisboa (2003), vigário da Vigararia III de Lisboa (desde 2011), coordenador do Secretariado Permanente do Conselho Presbiteral Diocesano (desde 2011), director espiritual do Seminário Maior de Cristo Rei dos Olivais. À data da nomeação episcopal exercia também as funções de pároco de Nossa Senhora do Amparo de Benfica. 

## Episcopado

### Bispo-Auxiliar
A ordenação episcopal decorreu a 1 de junho de 2014, Domingo da Ascensão, no Mosteiro dos Jerónimos, e foi presidida por D. Manuel Clemente, Patriarca de Lisboa e teve como co-ordenantes os bispos António Francisco dos Santos e Manuel da Rocha Felício.
O seu lema episcopal é: "Gaudete in Domino semper" (Alegrai-vos sempre no Senhor).
D. José Traquina, já Bispo Auxiliar de Lisboa, reconheceu no fim da sua Ordenação, algumas das suas fraquezas e limitações, e pediu a todos os fieis que rezassem por ele, e que se encontrava, naquele momento, junto dos que ali estavam e assistiram à sua ordenação, como por aqueles que rezavam pela firmeza do seu ministério episcopal.

### Bispo Diocesano
D. José Traquina foi nomeado 3.º Bispo de Santarém pelo Papa Francisco a 7 de Outubro de 2017, após a resignação por limite de idade de D. Manuel Pelino, que na mesma data passou a Bispo Emérito e, até à tomada de posse do novo Bispo, Administrador Apostólico da Diocese.
D. José Traquina tomou posse como Bispo Diocesano a 25 de Novembro de 2017 na Sé Catedral de Santarém, perante o Núncio Apostólico, D. Rino Passigato, o Bispo Emérito D. Manuel Pelino, o clero da Diocese e diversas autoridades.
A entrada solene decorreu na Igreja do Convento de Santa Clara, em Santarém, no dia 26 de Novembro de 2017, dia litúrgico da Festa de Cristo-Rei, perante o Cardeal-Patriarca de Lisboa, o Núncio Apostólico, e a maioria dos Arcebispos e Bispos de Portugal, bem como do clero da Diocese e diversas autoridades civis e militares.    

## Ligação externa
- «GCatholic» (em inglês)